# Cyanopepla costaricensis
Cyanopepla costaricensis är en fjärilsart som beskrevs av Druce 1898. Cyanopepla costaricensis ingår i släktet Cyanopepla och familjen björnspinnare. Inga underarter finns listade i Catalogue of Life.